# Orășa, Bacău
Orășa este un sat în comuna Livezi din județul Bacău, Moldova, România.